# Troldhaugen

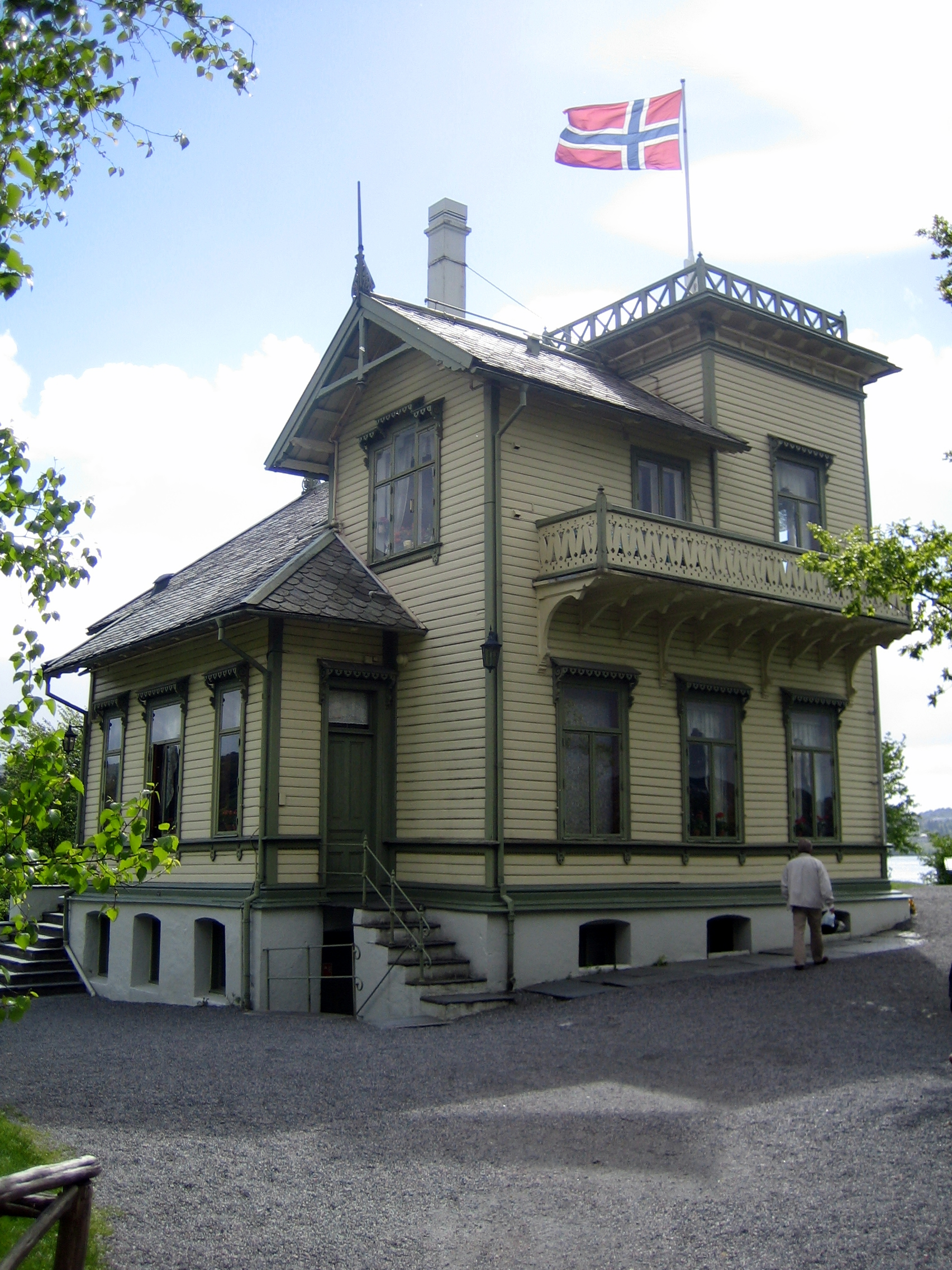
Troldhaugen.

Troldhaugen är ett hus i Bergen i Norge, vid Nordåsvatnet sydväst om villaområdet Hop. Huset byggdes 1885 och var hem åt kompositören Edvard Grieg och hans fru Nina. Numera är det ett museum (ingående i KODE). Hemmet står oförändrat sedan Griegs dagar, och paret Grieg ligger begravt på egendomen. Under festspelen i Bergen hålls Griegkonserter på Troldhaugen.
En nyare byggnad på området, invigd 1985, innehåller kammarmusiksalen Troldsalen, som har omkring 200 sittplatser och används året om. Utanför Troldsalen står en avgjutning av Ingebrigt Viks staty av Grieg.